# ماسام
latitudeماسامlongitudeماسام
ماسام (به انگلیسی: Masham) یک شهرک در بریتانیا است که در انگلستان واقع شده‌است.

## خصوصیات
ماسام ۱٬۲۳۵ نفر جمعیت دارد.